# Juturna

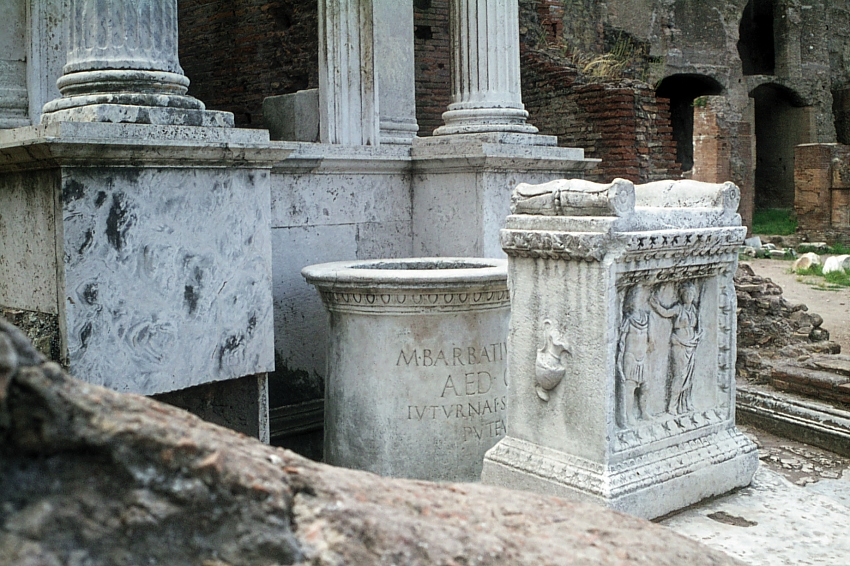
Pramen Juturny na úpatí Palatinu v Římě

Juturna (také Diuturna nebo Iuturna byla v římské mytologii bohyně pramenů a vod nebo nymfa.

## Popis
Byla dcerou Dauna, syna Pilumnova, a sestra Turna, krále Rutulů, kterého Aeneas zabil.
 Podle Arnobia byla dcerou vodního božstva Volturna, manželkou boha Ianuse a matkou Fonta.
Protože jí byl Jupiter zvlášť nakloněn, byla vybrána jako bohyně pramenů, rybníků a řek.
 Jí zasvěcené vody měly prý léčivé účinky. Uctívali ji zejména řemeslníci, kteří pracovali s vodou.
V Latiu byla uctívána zejména u Lavinia, později byl její kult přenesen do Říma a v blízkosti Lacus Iuturnae jí byla zřízena posvátná studna. Gaius Lutatius Catulus jí po skončení První punské války v roce 241 př. n. l. slíbil, že jí na oslavu svého vítězství postaví chrám na Martově poli. Patrně po obnově tohoto chrámu za císaře Augusta se začal slavit svátek Iuturnálií 11. ledna.